# Махмудов, Арсланбек Русланович
Арсланбек Русланович Махмудов (кум. Магьмут Арсланбек Русланны уланы, род. 7 июня 1989, Моздок, СОАССР, РСФСР) — российский боксёр-профессионал, кумыкского происхождения, выступающий в тяжёлой весовой категории. Мастер спорта международного класса, чемпион мира среди студентов (2010), чемпион Европы среди студентов (2009), чемпион России среди студентов (2010), обладатель Кубка Азербайджана (2014), лучший супертяжеловес в WSB (2014) в любителях.
Среди профессионалов бывший чемпион по версии WBA Inter-Continental (2023), чемпион Северной Америки по версии NABF (2019—2023), чемпион по версиям WBC Silver (2022—2023), WBC Continental Americas (2019—2020), NABA (2021—2023) в тяжёлом весе.
Лучшая позиция по рейтингу BoxRec — 16-я (декабрь 2023) и являлся 1-м среди российских боксёров тяжёлой весовой категории, а по рейтингам основных международных боксёрских организаций занимал: 9-ю строку рейтинга WBC, 15-ю строку рейтинга IBF — уверенно входя в ТОП-50 лучших тяжеловесов всего мира.

## Биография
Арсланбек Махмудов родился 7 июня 1989 года в городе Моздок СОАССР, РСФСР. Кумык по национальности.
Учился в Российском государственном университете физической культуры, спорта, молодёжи и туризма в Москве.

## Любительская карьера
Арсланбек начал заниматься боксом достаточно поздно — в возрасте 14 лет, до занятий боксом он занимался вольной борьбой. Его первым тренером был Тумашев. Он стал победителем нескольких крупных турниров среди юниоров и старших юношей на территории Северной Осетии. Затем он стал тренироваться в Москве в школе ЦСКА под руководством Нагима Хуснутдинова.
В октябре 2009 года он стал чемпионом Европы среди студентов в Элисте (Россия), победив в финале по очкам (6:0) крымчанина Анатолия Антонюка. А в октябре 2010 года стал чемпионом мира среди студентов в Улан-Баторе (Монголия), победив в финале монгола Идербата Даваалхагва, и в том же году стал чемпионом России среди студентов.
В марте 2011 года стал победителем международного турнира «Кубок химиков» прошедшем в городе Галле (Германия), в финале победив опытного немца Эрика Пфайфера. А в апреле 2011 года участвовал на взрослом чемпионате России в Уфе, где в 1/16 финала по очкам победил опытного Алексея Зубова, но в 1/8 финала по очкам проиграл Данису Латыпову.
В 2012 году принимал участие в чемпионате мира среди молодёжи в Ереване (Армения), но не пробился в призёры.
С января 2011 года по март 2016 года — он провёл 16 боёв во Всемирной серии бокса, выступая за азербайджанскую команду Azerbaijan Baku Fires. Из 16 боёв в WSB он проиграл по очкам только три боя в 2011—2012 годах и таким именитым боксёрам как: двукратный серебряный призёр Олимпийских игр итальянец Клементе Руссо, участник трёх Олимпиад марокканец Мохамед Арджауи, и опытный новозеландец Джуниор Фа. В 2014 году он завоевал Кубок Азербайджана и стал лучшим супертяжеловесом сезона 2014 года в лиге WSB.
В 2015 году боролся за лицензию на Олимпийские игры 2016 года в Бразилии, пытаясь занять первое место в рейтинге лучших боксёров супертяжёлого веса за сезон 2015 года в лиге WSB, но так и не сумел завоевать лицензию — уступив место в квалификации на Олимпиаду по рейтингу WSB хорват Филипу Хрговичу, а по квалификации WSB/APB венесуэльцу Эдгару Муньосу. При этом боксируя в WSB он побеждал среди других, таких опытных боксёров как: итальянец Гвидо Вианелло (TKO4), венесуэлец Эдгар Муньос (TKO5) и румын Михай Нистор (KO5).

## Профессиональная карьера
В 2017 году Арсланбек Махмудов подписал контракт с известной канадской промоутерской компанией Eye of the Tiger Management, которой руководит Камиль Эстефан. И теперь Арсланбек Махмудов проживает в Монреале (Канада) и тренируется под руководством Марка Рэмси вместе с такими чемпионами как: Артур Бетербиев, Элейдер Альварес и Давид Лемьё.
И 8 декабря 2017 года он провёл свой дебютный бой на профессиональном ринге, победив техническим нокаутом в 1-м же раунде мексиканского боксёра Хайме Барахаса (4-1-2).
В марте 2020 года Арсланбек и его промоутеры из канадское компании Eye of the Tiger Management подписали сопромоутерское соглашение с известной американской компанией Golden Boy Promotions и теперь Арсланбек будет проводить поединки в США вместе с такими звёздами как Джеральд Вашингтон и Деонтей Уайлдер — которые участвуют в вечерах бокса организуемых Golden Boy Promotions.
10 октября 2020 года провёл свой 11-й профессиональный бой, победив техническим нокаутом в начале 1-го раунда опытного канадского боксёра Диллона Кармана (14-5), и во второй раз защитив титул чемпиона Северной Америки по версии NABF в тяжёлом весе.

###### Бой с Мариушем Вахом
19 февраля 2022 года в Монреале (Канада) досрочно нокаутом в 6-м раунде победил возрастного польского гейткипера-здоровяка Мариуша Ваха, и защитил титул чемпиона Северной Америки по версиям NABA (2-я защита Махмудова) и NABF (5-я защита Махмудова) в тяжёлом весе. И на данный момент является 100 % нокаутёром — во всех четырнадцати первых профессиональных боях победив противников досрочно, — нокаутом или техническим нокаутом. В одному из последующих интервью Махмудов указывал, что сломал руку в бою с Мариушем Вахом и это не дало ему нормально подготовится к следующему бою.

###### Бой с Карлосом Такамом
А в середине августа 2022 года, перед боем с Карлосом Такамом стало известно, что Арсланбек и его канадский промоутер Eye of the Tiger Management подписали долгосрочное сопромоутерское соглашение с американской компанией Top Rank Boxing, и теперь бои Махмудова будет показывать телеканал ESPN и стриминговый сервис ESPN+.
16 сентября 2022 года в Монреале (Канада) победил возрастного гейткипера из Франции и бывшего претендента на пояс чемпиона мира Карлоса Такама завоевав вакантный пояс WBC Silver в супертяжелом весе. Уже в стартовой трехминутке Махмудов отправил соперника в нокдаун, но развить успех не сумел. Такам быстро восстановился и остановил запал фаворита, забрав 3-й и 4-й раунды. Атаки Арсланбека легко читались и его угол призывал включать джеб и не вкладываться во все удары. В 6-м раунде ветеран серьёзно потряс россиянина, но сил на добивание явно не хватало, а в следующем раунде Такам увлекся атакой и пропустил встречный удар, опустившись на канвас. Сомнительный нокдаун (удар пришёлся по затылку) рефери засчитал, но чувствуя неоднозначность решения, попытался компенсировать его, выписав Махмудову «последнее китайское предупреждение» за постоянные попытки навалиться на соперника всем телом. 9-й и 10-й раунды оба провели активно, но реальных дивидендов не добились. Единогласное решение судей в пользу Махмудова:96—92 дважды, 97—91) во многом определили два нокдауна. Бой оказался намного тяжелее чем ожидалось.

###### Бой с Михаэлем Валлишем
Нигерийский нокаутёр Рафаэль Акпеджиори в последний момент отказался выйти в ринг 16 декабря в Шавинигане (Канада) против Махмудова. На срочную замену вышел гейткипер из Германии Михаэль Валлиш. Махмудов без разведки бросился в атаку, атаковал соперника размашистыми боковыми, но при этом частенько пробивал по затылку. Валлиш четырежды брал колено в стартовом раунде, жаловался на запрещённые удары, искал предлог побыстрее сняться с боя. Рефери оштрафовал россиянина, но зафиксировал три нокдауна в его пользу. На второй раунд Валлиш не вышел, пожаловавшись на травмированное плечо.

###### Сорвавшийся бой с Жаном Кособуцким
9 ноября 2022 года, на 60-й ежегодной конвенции в мексиканском Акапулько WBC санкционировал поединок в супертяжелом весе между россиянином Арсланбеком Махмудовым, обладателем титула WBC Silver, и казахстанцем Жаном Кособуцким, владеющим поясом WBC International который 5 ноября побил немца Хуссейна Мухамеда. Отмечается, что Махмудов должен сразиться с Кособуцким после своего боя против нигерийца Рафаэля Акпеджиори, который изначально был запланирован на 16 декабря.
Но так как Кособуцкий малоизвестен в Северной Америке и американское телевидение не заинтересовано в этом бое то по совету промоутера Махмудов отказался от боя с Кособуцким и освободил титул WBC Silver. Кособуцкий планировал в бою за вакантный титул WBC Silver встретиться с нигерийцем Эфе Аджагбой. А победитель противостояния смог бы рассчитывать на бой с первым номером рейтинга WBC — Деонтеем Уайлдером, и дальнейшую встречу с действующим чемпионом мира по версии WBC — Тайсоном Фьюри.

###### Бой с Рафаэлем Акпежиори
1 июля 2023 года в рамках вечера бокса организованного Бобом Арумом (Top Rank) в Толедо (США), главным событием которого стал поединок Джареда Андерсона и бывшего чемпиона мира Чарльза Мартина, состоялся бой с 32-летним нигерийцем Рафаэлем «Ураган в Нигерии» Акпежиори. На кону боя стоял титул чемпиона Северной Америки (North American Boxing Federation) принадлежащий Махмудову. И в этом бою Махмудов сразу пошёл в атаку, и Акпежори ничего не мог этому противопоставить, оказавшись в нокдауне уже в 1-м же раунде и ища спасения в клинчах. Во 2-м раунде Махмудов вновь отправил соперника в нокдаун, и рефери принял решение остановить бой.
По инсайдерской информации следующим боем Махмудова должен был стать бой за WBC Silver с нигерийцем Эфе Аджагбой, который 26 августа 2023 года дисквалификацией победил небитого казахстанского проспекта Жана Кособуцкого и завоевал вакантный титул WBC Silver, но боя не случилось.

###### Бой с Джуниором Райтом
28 октября 2023 года в Эр-Рияде (Саудовская Аравия) прошёл вечер бокса, главным событием которого стал поединок между топовыми супертяжеловесами «Тайсон Фьюри — Франсис Нганну». Изначально Махмудов должен был драться с представителем Хорватии Агроном Смакичи, но был заменен немолодым экс-претендентом на пояс WBA в крузервейте американцем Джуниором Райтом. Махмудов начал бой агрессивно, а оппонент явно не готов был устраивать размен с более габаритным и ударным соперником. После буквально первого бокового Райт оказался на полу. Поднявшись он даже попробовал продолжить. Вновь пропустив рефери остановил бой зафиксировав победу Махмудова техническим нокаутом в 1 раунде.

###### Бой с Агитом Кабаелем
23 декабря 2023 года в Эр-Рияде (Саудовская Аравия) состоялся масштабный PPV-вечер бокса главным событием которого стал поединок между топовыми супертяжеловесами «Энтони Джошуа — Отто Валлин», в андеркарде Махмудов досрочно проиграл непобеждённому немецкому бойцу курдского происхождения Агиту Кабайелу — TKO 4. С первых секунд первого раунда была заметна разница в скорости, серийности и работе на ногах (футворке). Соперник в активности явно превосходил более крупного, но медленного Махмудова. Боксируя серийно Кабайель с третьего раунда начал даже перебивать в разменах более ударного соперника полагаясь на скорость и точность. В 4-м раунде после двух нокдаунов по туловищу рефери зафиксировал нокаут в пользу Агита. Во 2 раунде Махмудов сломал руку, вследствие чего проиграл. После боя Махмудов перенёс операцию на руку.

#### Бой с Миляном Ровчанином
25 мая 2024 года в Шавинигане (Канада) вышел в ринг с представителем Сербии Мильяном Ровчанином (27-3, 18 КО). Изначально Махмудов должен был боксировать с Джуниором Фа (20-3, 11 КО) из Новой Зеландии, но тот завершил карьеру. Махмудов обладая преимуществом в габаритах с первых секунд навязал сербу силовой бокс. В первом раунде Арсланбек попадает левым боковым и Милян оказывается в нокдауне, он смог встать и продолжить. Во втором раунде Махмудов имея преимущество в силовом давление смог жестко попасть справа и Ровчанин уже не смог встать с настила.

#### Бой с Гуидо Вианелло
17 августа в Квебеке в вечере бокса компании Eye of the Tiger, в соглавном событии вечера проиграл нокаутом Гуидо Вианелло. Махмудов сделал ставку на традиционное давление и мощные удары. Итальянец работал вторым номером на контратаках в серийной работе. Махмудов шел вперед часто заваливался от своих размашистых ударов, терял баланс. Вианелло ловил его на этих ошибках, точно проходили апперкоты. К третьему раунду у Арсланбека прилично нахватавшего ударов начал закрываться левый глаз, а 5-м он был осмотрен доктором, который разрешил продолжить. В 6-й трехминутке рефери снимает очко с Махмудова за удары по затылку. В 7-м отрезке рефери не засчитал нокдаун в котором оказался канадец, но снова вызвал доктора осмотреть травму. В начале 8-го раунда доктор дал сигнал рефери, что бой стоит остановить. К этому моменту Арсланбек сильно уступал по очкам у судей и по статистике CompuBox: 21 попадание из 131 выброшенного против 82 из 198 у Вианелло, точность 16% против 41%. 

#### Бой с Рикардо Брауном
27 июня 2025 года в согласном событии вечера бокса в нокаутировал небитого 35-летнего Рикардо Брауна (12-0, 11 КО) из Ямайки. В самом начале первого раунда Барун был лучше на джебах, но Махмудов не стал превращать бой в техническое противостояние, а превратил бой в драку. Широким оверхендом потряс Брауна, добавил ещё и Браун оказался в нокдауне. Он смог встать, но был потрясенным. Рефери остановил бой. Махмудов победил нокаутом ТКО1

## Статистика профессиональных боёв
В таблице перечислены результаты всех поединков боксёров.
В каждой строке указан результат поединка. Дополнительно номер поединка обозначен цветом, который обозначает итог поединка. Расшифровка обозначений и цветов представлена в нижеследующей таблице.
| Пример | Расшифровка                     |
| ------ | ------------------------------- |
|        | Победа                          |
|        | Ничья                           |
|        | Поражение                       |
|        | Планируемый поединок            |
|        | Поединок признан несостоявшимся |
| КО     | Нокаут                          |
| ТКО    | Технический нокаут              |
| PTS    | Решение судей (по очкам)        |
| UD     | Единогласное решение судей      |
| MD     | Решение большинства судей       |
| SD     | Раздельное решение судей        |
| RTD    | Отказ от продолжения боя        |
| DQ     | Дисквалификация                 |
| NC     | Поединок признан несостоявшимся |

| 22 поединка, 20 побед (19 нокаутом), 2 поражения. | 22 поединка, 20 побед (19 нокаутом), 2 поражения. | 22 поединка, 20 побед (19 нокаутом), 2 поражения. | 22 поединка, 20 побед (19 нокаутом), 2 поражения. | 22 поединка, 20 побед (19 нокаутом), 2 поражения.      | 22 поединка, 20 побед (19 нокаутом), 2 поражения. | 22 поединка, 20 побед (19 нокаутом), 2 поражения. |
| Бой                                               | Рекорд                                            | Дата боя                                          | Соперник                                          | Место проведения боя                                   | Результат                                         | Дополнительно |
| ------------------------------------------------- | ------------------------------------------------- | ------------------------------------------------- | ------------------------------------------------- | ------------------------------------------------------ | ------------------------------------------------- | --- |
| 20                                                | 19-1                                              | 25 мая 2024                                       | Мильян Ровчанин (27-3)                            | Centre Gervais Auto, Шавиниган, Квебек, Канада         | KO 2 (10), 2:32                                   | Ровчанин в нокдауне в первом раунде |
| 19                                                | 18-1                                              | 23 декабря 2023                                   | Агит Кабайел (23-0)                               | Kingdom Arena, Эр-Рияд, Саудовская Аравия              | TKO 4 (10), 2:03                                  | Бой за титул интерконтинентального чемпиона по версии WBA. |
| 18                                                | 18-0                                              | 28 октября 2023                                   | Джуниор Энтони Райт (20-4-1)                      | Boulevard Hall, Эр-Рияд, Саудовская Аравия             | TKO 1 (10), 1:10                                  | Завоевал вакантный титул чемпиона по версии WBA Inter-Continental, и защитил титул чемпиона Северной Америки по версии NABF (9-я защита Махмудова) в тяжелом весе.                                                      |
| 17                                                | 17-0                                              | 1 июля 2023                                       | Рафаэль Акпеджиори (15-0)                         | Huntington Center, Толидо, Огайо, США                  | TKO 2 (10), 1:43                                  | Защитил титул чемпиона Северной Америки по версии NABF (8-я защита Махмудова) в тяжёлом весе. |
| 16                                                | 16-0                                              | 16 декабря 2022                                   | Михаэль Валлиш (23-5)                             | Centre Gervais Auto, Шавиниган, Квебек, Канада         | RTD 1 (10), 3:00                                  | Защитил титул чемпиона Северной Америки по версиям NABA (4-я защита Махмудова) и NABF (7-я защита Махмудова) в тяжёлом весе.                                                                                            |
| 15                                                | 15-0                                              | 16 сентября 2022                                  | Карлос Такам (39-6-1)                             | Montreal Casino, Монреаль, Квебек, Канада              | UD 10                                             | Счёт судей: 97-91, 96-92 (дважды). Завоевал вакантный титул чемпиона по версии WBC Silver, защитил титул чемпиона Северной Америки по версиям NABA (3-я защита Махмудова) и NABF (6-я защита Махмудова) в тяжёлом весе. |
| 14                                                | 14-0                                              | 19 февраля 2022                                   | Мариуш Вах (36-7)                                 | Montreal Casino, Монреаль, Квебек, Канада              | KO 6 (10), 0:39                                   | Защитил титул чемпиона Северной Америки по версиям NABA (2-я защита Махмудова) и NABF (5-я защита Махмудова) в тяжёлом весе.                                                                                            |
| 13                                                | 13-0                                              | 23 сентября 2021                                  | Эркан Тепер (21-3)                                | Центр Vidéotron, Квебек, провинция Квебек, Канада      | RTD 1 (10), 3:00                                  | Защитил титул чемпиона Северной Америки по версиям NABA (1-я защита Махмудова) и NABF (4-я защита Махмудова) в тяжёлом весе.                                                                                            |
| 12                                                | 12-0                                              | 23 июля 2021                                      | Павел Соур (13-4)                                 | Hotel Holiday Inn, Куэрнавака, Морелос, Мексика        | KO 1 (10), 0:30                                   | Завоевал вакантный титул чемпиона Северной Америки по версии NABA и защитил титул по версии NABF (3-я защита Махмудова) в тяжёлом весе.                                                                                 |
| 11                                                | 11-0                                              | 10 октября 2020                                   | Диллон Карман (14-5)                              | Centre Gervais Auto, Шавиниган, Квебек, Канада         | TKO 1 (10), 0:27                                  | Защитил титул чемпиона Северной Америки по версии NABF (2-я защита Махмудова) в тяжёлом весе. |
| 10                                                | 10-0                                              | 7 декабря 2019                                    | Сэмюэл Питер (38-8)                               | Bell Centre, Монреаль, Квебек, Канада                  | TKO 1 (10), 2:23                                  | Защитил титул чемпиона Северной Америки по версии NABF (1-я защита Махмудова) в тяжёлом весе. |
| 9                                                 | 9-0                                               | 28 сентября 2019                                  | Джулиан Фернандес (14-1)                          | Казино Монреаль, Монреаль, Квебек, Канада              | TKO 3 (10), 1:19                                  | Завоевал вакантный титул чемпиона Северной Америки по версии NABF в тяжёлом весе. |
| 8                                                 | 8-0                                               | 17 мая 2019                                       | Джонатан Райс (10-3-1)                            | Казино Монреаль, Монреаль, Квебек, Канада              | TKO 7 (10), 0:30                                  | Завоевал вакантный титул чемпиона по версии WBC Continental Americas в тяжёлом весе. |
| 7                                                 | 7-0                                               | 16 марта 2019                                     | Эйвери Гибсон (9-7-4)                             | Казино Монреаль, Монреаль, Квебек, Канада              | TKO 1 (8), 2:31                                   | |
| 6                                                 | 6-0                                               | 26 января 2019                                    | Джейсон Бергман (27-15-2)                         | Казино Монреаль, Монреаль, Квебек, Канада              | TKO 1 (6), 1:37                                   | |
| 5                                                 | 5-0                                               | 24 ноября 2018                                    | Эндрю Саттерфилд (4-0)                            | Le Centre Financiere Sun Life, Римуски, Квебек, Канада | KO 1 (6), 0:35                                    | |
| 4                                                 | 4-0                                               | 13 октября 2018                                   | Эмилио Эзекиель Зарате (21-20-3)                  | Казино Монреаль, Монреаль, Квебек, Канада              | TKO 2 (4), 1:09                                   | |
| 3                                                 | 3-0                                               | 26 мая 2018                                       | Элдер Эрнандес (5-1)                              | Центр Vidéotron, Квебек, провинция Квебек, Канада      | TKO 1 (4), 1:07                                   | |
| 2                                                 | 2-0                                               | 7 апреля 2018                                     | Кристиан Ларрондо (5-3-1)                         | Центр Vidéotron, Квебек, провинция Квебек, Канада      | TKO 1 (4), 0:46                                   | |
| 1                                                 | 1-0                                               | 8 декабря 2017                                    | Хайме Барахас (4-1-2)                             | The Danforth Music Hall, Торонто, Онтарио, Канада      | TKO 1 (4), 0:24                                   | Профессиональный дебют. |
| Бой                                               | Рекорд                                            | Дата боя                                          | Соперник                                          | Место проведения боя                                   | Результат                                         | Дополнительно |